# Arca zebra
Arca zebra es un molusco bivalvo de la familia Arcidae. Suele encontrarse adherido al sustrato a través del piso. En México se le conoce como almeja coral, mientras que en Venezuela se le conoce como pepitona y en Estados Unidos ala de pavo (turkey wing).

## Clasificación y descripción
Esta especie de bivalvo es de color blanco amarillento, con una serie de líneas conmarginales de color rojo marrón. La parte interior es de color blanco amarillento en el centro y de color más marrón-púrpura hacia el margen. La forma de la concha es elongada-rectangular, con una escultura de costillas radiales conmarginales que son más estrechas en el margen ventral que le dan un aspecto escamoso. Puede llegar a medir hasta 84 mm.
Este molusco es comestible. Generalmente se suele preparar guisado.

## Distribución
La especie Arca zebra se distribuye desde Carolina de Norte, a Florida a lo largo del Golfo de México, hasta Brasil.

## Ambiente
Habita en zonas arrecifales y poco profundas, es epifaunal. Se le puede observar adherida al sustrato por medio del piso. También está asociado a pastizales de Thalassia testudinum.

## Estado de conservación
Hasta el momento en México no se encuentra en ninguna categoría de protección, ni en la Lista Roja de la IUCN (International Union for Conservation of Nature) ni en CITES (Convención sobre el Comercio Internacional de Especies Amenazadas de Fauna y Flora Silvestres).